# Ледник Авсюка
Ледни́к Авсюка (Ледник Авсюк, каз. Авсюк мұздығы) — горный шлейфовый ледник в Алматинской области Казахстана, располагается на северном склоне Заилийского Алатау, в верховьях реки Есик. Поверхность ледника покрывают щебень и камни.

## Описание
Общая длина ледника составляет 1,8 км, площадь — 1,5 км², площадь абляции — 0,7 км². На высоте 3830 м отмечена фирновая линия. Язык ледника составляет 3430 м, в основном он засыпан моренными отложениями и спускается до 3410 м.

## Название
Ледник получил свое название в честь советского гляциолога Г. А. Авсюка.